# Smoothened
スムーズンド（英:Smoothened）とは7回膜貫通タンパク質（GPCR）の仲間でFrizzledファミリーに属し、ヘッジホッグシグナル伝達経路を担う膜タンパク質である。略称はSmoである。構造上、GPCRに分類され、Wnt受容体（Frizzled）とも配列類似性が高いために何らかの受容体とも考えられるが、現在のところその内因性リガンドには議論の余地がある。スムーズンドはカタカナ表記されることよりもローマ字表記されることが多いのでそれに倣い以下の表記は"Smoothened"に統一する。髄芽腫や基底細胞癌などに関与していることが知られる。

## 機能

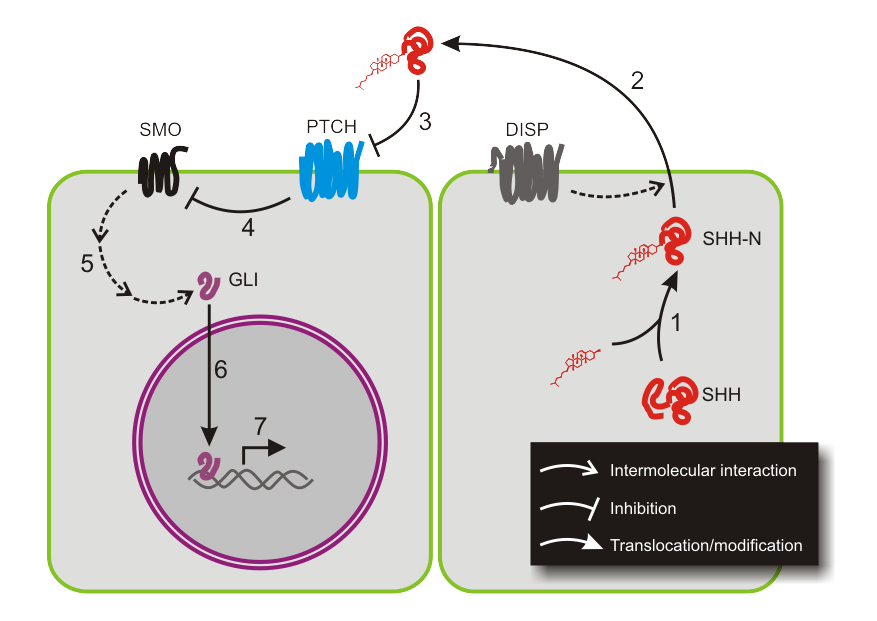
ヘッジホッグシグナルの概要。Smoothened（黒色）はヘッジホッグシグナルがないとPatched（水色）に抑制されるが、ヘッジホッグシグナルが入ると抑制が外れてSmoothenedが活性化する。

Smoothened (Smo)は、12回膜貫通タンパク質であるPatched（パッチト）の下流にありヘッジホッグ（Hh）のシグナルがないときにはPatchedに抑制されているが、Patchedにヘッジホッグが結合するとPatchedの抑制が外れてSmoothenedが活性化し、ジンクフィンガー型転写因子のGli（ショウジョウバエではCubitus interruptus (Ci)）を賦活する。転写因子Gliの標的となる遺伝子としては、サイクリンD1・D2、N-Myc、Bcl-2、Vegf、Snail1、Elk2、PDGFRαなどがある。Smoothenedの活性化にはステロール類が必要であり、Smoothenedにステロールが結合すると活性型のコンフォメーションに変化すると考えられる。そのため、コレステロールの代謝に異常があるスミス・レムリ・オピッツ症候群ではヘッジホッグ経路に異常が生じる。
Smoothenedがどのような仕組みでPatchedにより制御を受けるかは、はっきりしていない。ヘッジホッグがリガンドとして存在しない場合はSmoothenedの細胞膜への移行を抑制しシグナル伝達を抑えるとされるが、それ以外にもPatchedが生成した小分子がSmoothenedを抑制しているのではないかとも考えられておりよくわかっていない。また、SmoothenedはGliを普段抑えているSufu(Suppressor of fused)を抑制することでGliの核内移行を促進すると考えられているが詳細は不明である。

## 構造
SmoothenedはFrizzledと構造上よく似ており、大きくいって、膜貫通領域とそれよりN末端側の高システイン領域（cysteine rich domain: CRD）がある。膜貫通領域は他のGPCRと同じく7箇所の膜を貫通する部分があり、高システイン領域（CRD）はジスルフィド結合が複数あり、FrizzledではWntが結合するところとされる領域である。ショウジョウバエのSmoothenedではC末端側のCos2に結合できる領域があるが、脊椎動物のそれにはない。

## リガンド
Smoothenedのアンタゴニストとしてはシクロパミン、ビスモデギブ(GDC-0449)があり、それらやその類似物質が髄芽腫や進行性の基底細胞癌などの治療薬の候補となっている。逆にアゴニストとしてはプルモルファミンが知られる。ビスモデギブ(GDC-0449)で治療していると、ヒトのSmoothenedの473番目のアミノ酸（D473）に変異が入り効かなくなるので、この部位が薬剤耐性獲得に重要な役割を果たしているとされる。